# Tuğba Karademir

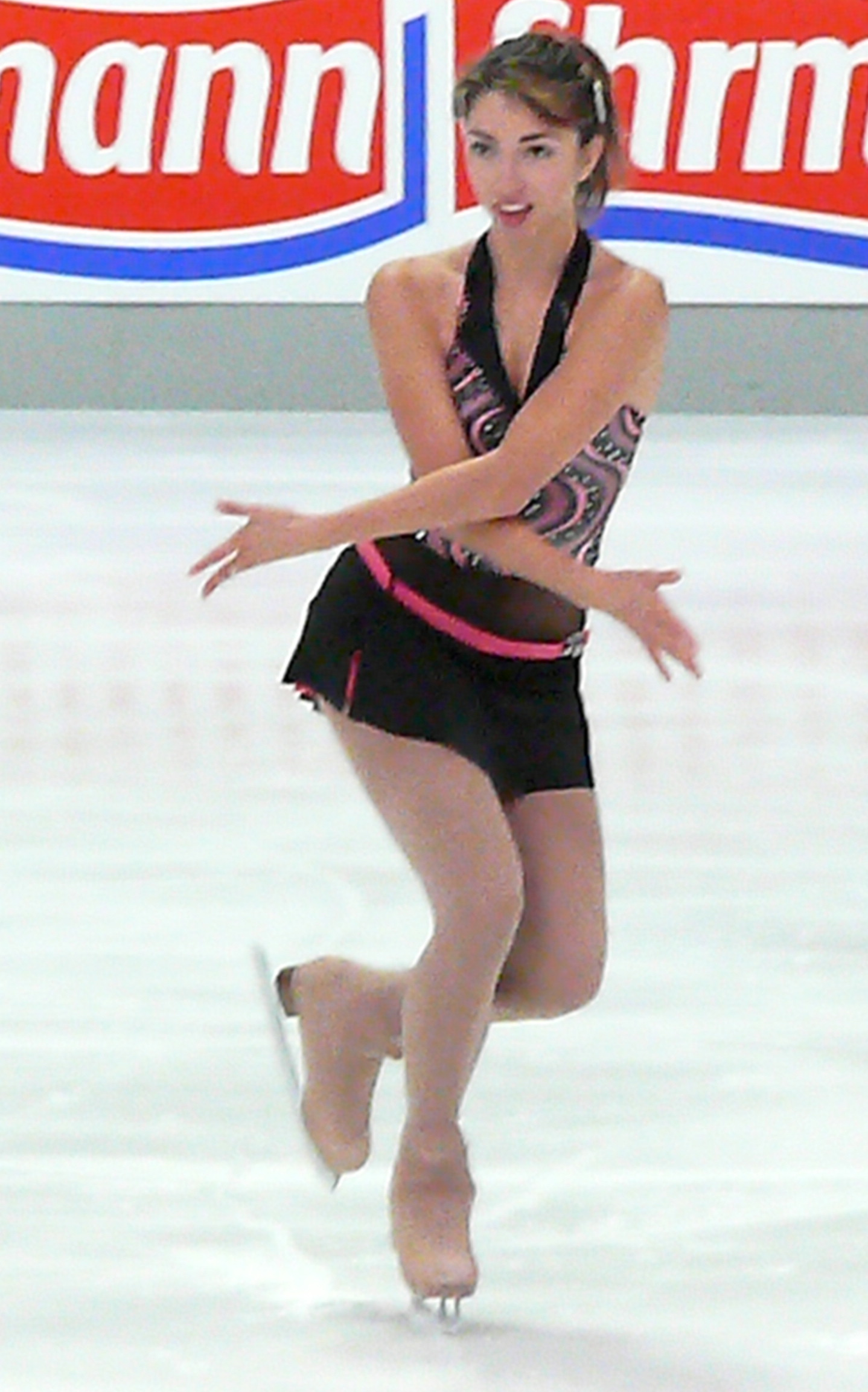
Tuğba Karademir

Tuğba Karademir (Ankara, 17 maart 1985) is een Turkse kunstschaatsster.
Karademir is actief als individuele kunstschaatsster en haar huidige coach is Robert Tebby. Karademir wist zich op het EK van 2007 en het EK van 2009 onder de beste tien te scharen, beide keren werd ze tiende. De tweede startplaats voor Turkije in het vrouwentoernooi, dankzij Karademir verdiend door de top tien plaatsen, werd op het EK van 2008 niet door Turkije ingevuld, de plaats op het EK van 2010 werd door Birce Atabey ingenomen.

## Persoonlijke records
| records             | punten | datum      | toernooi |
| ------------------- | ------ | ---------- | -------- |
| Hoogste totaalscore | 138.73 | 26-01-2008 | EK 2008  |
| Hoogste korte kür   | 53.88  | 22-01-2010 | EK 2010  |
| Hoogste lange kür   | 89.84  | 25-03-2006 | WK 2006  |

## Belangrijke resultaten
| Kampioenschap              | 94/95 | 95/96 | 96/97 |  | 01/02 | 02/03 | 03/04 | 04/05 | 05/06 | 06/07 | 07/08 | 08/09 | 09/10 |
| -------------------------- | ----- | ----- | ----- |  | ----- | ----- | ----- | ----- | ----- | ----- | ----- | ----- | ----- |
| Olympische Spelen          |       |       |       |  |       |       |       |       | 21e   |       |       |       | 24e   |
| Wereldkampioenschap        |       |       |       |  |       | 30e   | 35e   | 27e   | 18e   | 27e   | 27e   | 21e   | 28e   |
| Europees kampioenschap     |       |       |       |  | 27e   | 27e   | 23e   | 19e   | 13e   | 10e   | 11e   | 10e   | 12e   |
| Nationale kampioenschappen | N     | N     | N     |  |       |       |       |       |       |       |       |       |       |

 N = novice 